# Hymenophyllum longissimum
Hymenophyllum longissimum är en hinnbräkenväxtart som först beskrevs av Ren-Chang Ching och P. S. Chiu, och fick sitt nu gällande namn av Kunio Iwatsuki. Hymenophyllum longissimum ingår i släktet Hymenophyllum och familjen Hymenophyllaceae. Inga underarter finns listade.